# 鄧肯約旦斯通藝術設計學院
鄧肯約旦斯通藝術設計學院（英語：Duncan of Jordanstone College of Art & Design）是一個位於蘇格蘭邓迪的藝術學校，附屬於邓迪大学，是英國排名最高的藝術學校。
學院在1961年重命名為鄧肯約旦斯通藝術設計學院，附屬於鄧迪科技學院至1975年。至1994年，學院不再獨立營運，改為附屬於邓迪大学。
學院內設有四個畫廊，用來展出著名校友的作品。

## 外部連結
- 官網 （页面存档备份，存于）
- 鄧迪大學官網 （页面存档备份，存于）